# مصیب شهبازف
مصیب شهبازف (ترکی آذربایجانی: Müseyib Əli oğlu Şahbazov) سیاستمدار، انقلابی و کمیسر (وزیر) آموزش و پرورش آذربایجان شوروی بود.

## زندگی‌نامه
مصیب شهبازف در سال ۱۸۹۸ در مخاچ‌قلعه از توابع استان داغستان امپراتوری روسیه به دنیا آمد. به دنبال اینکه آموزش ابتدایی را در یک مدرسه روستایی پشت سر گذاشت، به همران پدرش راه آستراخان را در پیش گرفت و بعد از مدتی به تحصیل خود در مدرسه ای موسوم به «رئالنی» در شهر دربند ادامه داد.

## فعالیت
مصیب شهبازف از دوران دانش‌آموزی به مسائل اجتماعی علاقه داشت، که در محافل هنری حضور می‌یافت و کتاب‌های ممنوعه می‌خواند. به تدریج به مطالعه ادبیات مارکسیستی روی آورد و شروع به شرکت در جلسات و تظاهرات کارگری کرد. اولین دوره از فعالیت انقلابی او در داغستان آغاز شد. سپس از آنجا که توسط حکومت وفت مورد تهدید و تعقیب قرار گرفت، به آستارخان بازگشت. محض رسیدن به آستارخان در سال ۱۹۱۸، ارتباطاتی با شعبه اسلامی تشکیل شده نزد کمیته ایالتی حزب کمونیست اتحاد شوروی که نریمان نریمانف مسئولیت آن را بر عهده داشت، برقرار کرده و به عضویت این حزب درآمد.
مصیب شهبازوف به همت و اهتمام کمیته استانی حزب کمونیست اتحاد شوروی برای تحصیل به مسکو اعزام شد. پس از فارغ‌التحصیلی از «دانشگاه ادبیات سرخ مسکو»، روانه خدمت سربازی شد و آنجا در قسمت سیاسی ارتش سیزدهم مشغول به کار شد. از سال ۱۹۱۸ به عنوان مبلغ در بخش سیاسی همان ارتش اشتغال یافت. در آستاراخان خود که مسئولیت دبیری حزب «همت»، دبیری کمیته انقلابی دربند، دبیری کمیته‌های نواحی داغستان جنوبی و «قیتاق- طبسران» را بر عهده گرفت.
مصیب شهبازوف در سال ۱۹۲۱ به آذربایجان شوروی آمد. ابتدا در کمیسیون اضطراری مبارزه با ضدانقلاب مشغول به کار شد، سپس سکان هدایت کمیته اجرایی گنجه آویزد را در دست گرفت و به عنوان معاون «کمیساریای مردمی دادگستری آذربایجان شوروی» مشغول به کار شد. از سال ۱۹۲۳ به ریاست بخش تبلیغات کمیته مرکزی حزب کمونیست آذربایجان شوروی و سپس دبیری کمیته حزب کمونیست آذربایجان شوروی در گنجه آویزد رسید.
مصیب شهبازوف در ۲۲ ژوئن سال ۱۹۲۹ به ریاست دانشگاه دولتی آذربایجان گماشته و تا اوایل ماه اون همان سال در این پست ابقا شد.
مصیب شهبازوف برای مدتی به عنوان سردبیر در روزنامه «ینی یول» (راه جدید) کار کرد. به ابتکار وی، در سال ۱۹۳۴ مجله «معلمه کومک» (کمک به معلم) به چاپ رسید. بین سالهای ۱۹۳۵ تا ۱۹۳۶ وزارت آموزش و پرورش آذربایجان شوروی را عهده‌دار شد. ۲۷ ژانویه سال ۱۹۳۷ از مصیب شهبازوف با اعطای نشان پرچم سرخ کار تقدیر به عمل آمد.